# Каледін Олексій Максимович
Олексі́й Макси́мович Каледі́н (рос. Алексей Максимович Каледин) (*12 (24) жовтня 1861 — †11 лютого 1918) — російський військовий і державний діяч, генерал від кавалерії, один з керівників Білого руху в Росії у 1917—1918 роках, керівник Донської республіки у 1917—1918 роках, отаман Війська Донського.

## Біографія
Народився у станиці Усть-Хоперській (тепер Волгоградської області). Походив з дворянського роду. У 1882 році закінчив Михайлівське артилерійське училище, а у 1889-му — Академію Генштабу.
Під час Першої світової війни командував корпусом, з травня 1916 року до травня 1917 — восьмою армією Південно-Західного фронту. 17(30) червня 1917 року обраний отаманом Війська Донського та очолив донський військовий уряд. У 1917 році Каледін після Жовтневого перевороту в Петрограді проголосив незалежність Області Війська Донського, утворив союз козаків Дону, Кубані та Тереку і почав збирати військові сили для придушення більшовицького заколоту в столиці. Встановив зв'язки з Українською Центральною Радою. У листопаді — грудні 1917 року вів переговори з генеральним секретарем військових справ Симоном Петлюрою про умови переходу через територію України загонів донських козаків, що поверталися з фронту на Дон. Після проголошення РНК Росії ультиматуму Українській Центральній Раді і з початком українсько-більшовицької війни 1917—1921 рр., уряд Каледіна наказав усім донським військовим підрозділам надавати «найрішучішу допомогу українському народу, його представникам в боротьбі з більшовизмом». У грудні 1917 разом з генералами Л. Корніловим і М. Алексєєвим увійшов до складу «тріумвірату» — верховного органу сил на Півдні Росії, сформував Добровольчу Армію.
У січні — лютому 1918 року війська Каледіна, зазнавши ряд поразок від більшовицьких частин у районі Ростова і Новочеркаська, відступили у Сальські степи і на Кубань. 29 січня (11 лютого) 1918 року Каледін склав свої повноваження і покінчив життя самогубством (застрілився).